# Ballygawley, County Sligo
Ballygawley är en ort i republiken Irland.   Den ligger i grevskapet Sligo och provinsen Connacht, i den norra delen av landet, 170 km nordväst om huvudstaden Dublin. Ballygawley ligger 32 meter över havet och antalet invånare är 321.
Terrängen runt Ballygawley är platt åt sydväst, men åt nordost är den kuperad.Runt Ballygawley är det glesbefolkat, med 15 invånare per kvadratkilometer. Närmaste större samhälle är Sligo, 8,7 km norr om Ballygawley. Trakten runt Ballygawley består i huvudsak av gräsmarker.